# Selvaggia Lucarelli
Selvaggia Lucarelli (Civitavecchia, 30 luglio 1974) è una giornalista, conduttrice radiofonica, personaggio televisivo, scrittrice e blogger italiana.
Dopo aver esordito a cavallo tra gli anni novanta e duemila come attrice teatrale al fianco di attori comici come Antonio Giuliani e Max Giusti, è divenuta nota al grande pubblico nel 2002 grazie al suo blog "Stanza Selvaggia".
Conduttrice anche di programmi radiofonici, ha pubblicato cinque libri; dal 2003 collabora con alcuni quotidiani italiani: ha scritto su Il Fatto Quotidiano dal 2015 al 2021, dal 2021 al 2022 è una firma di Domani, il quotidiano diretto da Stefano Feltri e poi ha ripreso la collaborazione con Il Fatto Quotidiano dal 2023. Dal 2016 è inoltre giudice fissa di Ballando con le stelle.

## Biografia
È nata nel 1974 come una dei quattro figli di Nicola Lucarelli (1934) e di Nadia Agen (1943-2022); prende il nome da Selvaggia dei Vergiolesi. Nel 1992 si diplomò presso il Liceo Classico Padre Alberto Guglielmotti di Civitavecchia.

### Attività teatrale
Ha esordito come autrice ed attrice teatrale di commedie, spesso insieme al comico Max Giusti, a lungo suo compagno. Il debutto è avvenuto nel 1998 con Porci e bugiardi di Antonio Giuliani, seguito nello stesso anno da una rappresentazione della celebre commedia di Luigi Pirandello Pensaci, Giacomino!. Dal 1999 ha cominciato a collaborare con Giusti in una serie di spettacoli: Come un pesce fuor d'acqua, 30 anni e Il grande sfracello, tutti del 2000. Quest'ultimo, parodia del reality show Grande Fratello, arrivato proprio in quel periodo in Italia, ha ottenuto un particolare successo e repliche. L'anno successivo ha recitato ne La strana coppia di Neil Simon al fianco di Anna Mazzamauro, mentre nel 2002 è tornata a recitare al fianco di Giusti con Lo scemo del villaggio globale.

### La carriera televisiva e radiofonica

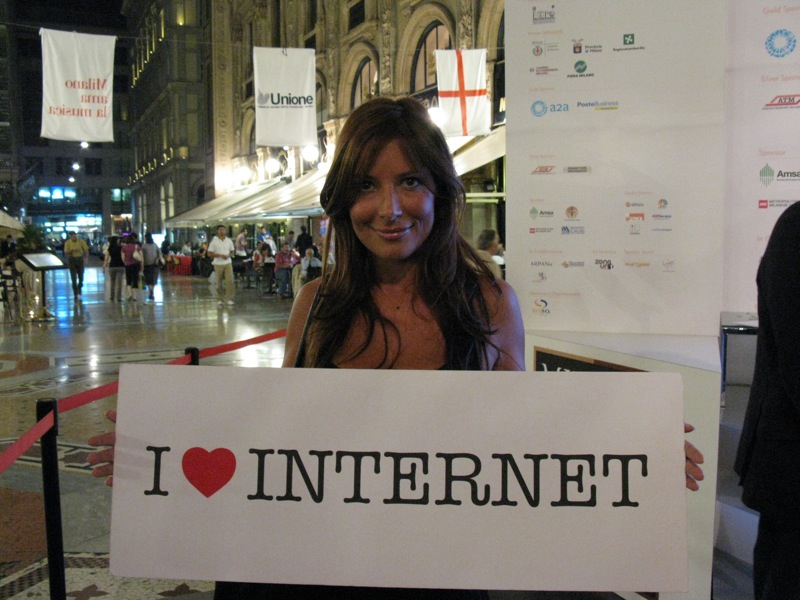
Selvaggia Lucarelli ad una manifestazione a favore di internet nel 2008

Nel 2002 è divenuta nota su internet grazie al suo blog ironico "Stanza Selvaggia", che l'ha portata anche fuori dal web con la collaborazione ad alcune testate della carta stampata (Il Tempo, Max e Libero). La crescente visibilità le ha portato nuovi impegni lavorativi principalmente in televisione. La sua notorietà televisiva è aumentata grazie alle cosiddette "ospitate", il suo esordio in tv è nel ruolo di opinionista nel reality l'Isola dei Famosi (2003).
Nel 2004 ha debuttato sia come conduttrice radiofonica con il programma Dietro le quinte, seguito nel 2005 da Senti chi sparla, entrambi su Radio 2, sia come conduttrice televisiva, affiancando Michele Mirabella nel programma televisivo Cominciamo bene estate, in onda ogni mattina su Rai 3. In quello stesso anno è stato pubblicato dalla Arnoldo Mondadori Editore il libro comico Mantienimi, selezione dei suoi pezzi satirici pubblicati su Internet e nelle rubriche giornalistiche. Nel 2006 ha partecipato come concorrente a La fattoria, condotto da Barbara D'Urso su Canale 5, dal quale è stata eliminata nel corso della dodicesima puntata con il 73% dei voti.
Nel marzo 2007 ha preso parte come giurata, assieme a Dario Cassini e Claudia Montanarini, al programma televisivo The bachelor - L'uomo perfetto, condotto da Ellen Hidding per la rete satellitare Sky Vivo, ed ha affiancato Gianluca Ansanelli al Teatro De' Servi nello spettacolo Se prima eravamo in due, in cui interpreta il ruolo della bella Ester.

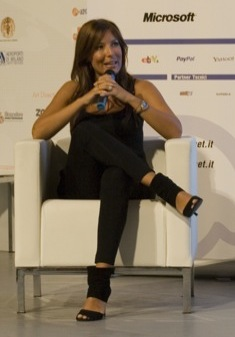
Selvaggia Lucarelli a Milano nel 2008

Successivamente ha condotto, sempre per Sky Vivo, il dating game Scelgo te - Gay, etero o impegnato? e nel 2008 ha partecipato come inviata a Pirati, programma televisivo estivo di Rai 2. È stata uno dei giurati di Processo a X Factor. Nell'ottobre 2009 ha condotto su Sky Uno Speciale Sex and the City, programma nel quale ha esplorato i luoghi più di tendenza a Milano. Nel 2012 ha condotto, occupandosi principalmente di costume, il programma Celebrity Now - Satira Selvaggia, che andava in onda il venerdì alle 19,45 su Sky Uno e su Cielo la domenica alle 13,30. Dal 2011 al 2015 è una delle firme del quotidiano Libero, sul quale scrive di costume, politica, cronaca e televisione.
Il 24 settembre 2012 ha debuttato su radio m2o con La fine del mondo. Nella medesima radio, dal 2014 al 2016, ha condotto il programma Stanza Selvaggia. Dal 2013 conduce con Davide Maggio la serata di premiazione dei TeleRatti, i Premi alla Peggiore TV. Dal 21 febbraio 2015 prende parte come giudice alla terza edizione di Notti sul ghiaccio, condotto da Milly Carlucci, affiancata da Marco Liorni, Enzo Miccio, Gabriella Pession e Simona Ventura. Nel maggio dello stesso anno inizia a scrivere su Il Fatto Quotidiano, collaborazione che manterrà fino a settembre 2021. Dal 20 febbraio 2016 prende parte come giudice all'undicesima edizione del talent show di Rai 1 Ballando con le stelle, condotto da Milly Carlucci, affiancata da Carolyn Smith, Ivan Zazzaroni, Fabio Canino e Guillermo Mariotto. Esperienza che ripete anche nelle successive edizioni del programma.
Dal 17 marzo 2016 prende parte come giurata al programma televisivo Eccezionale veramente. All'inizio del 2018 annuncia di avere assunto l'incarico di direttrice della parte web della rivista Rolling Stone. L'incarico cessa tre mesi dopo a seguito delle sue dimissioni. Dal 2020 collabora con la testata giornalistica online The Post Internazionale. Da settembre 2020 conduce il programma Le mattine, in onda su Radio Capital. Nel marzo 2021 esce il suo primo podcast sulle dipendenze affettive, Proprio a me, prodotto da Choramedia. Dal novembre dello stesso anno inizia a collaborare con il quotidiano Domani.
Dal 2023 non fa più parte dell'ordine dei giornalisti.
Nella stagione 2024-2025 è opinionista di FarWest, programma d’inchiesta di Rai 3, e del DopoFestival condotto da Alessandro Cattelan.

## Vita privata
Tra la fine degli anni novanta e i primi anni 2000 ha avuto una relazione con il collega Max Giusti. Si è sposata il 15 luglio 2004 con Laerte Pappalardo, figlio del cantante Adriano, dal quale il 15 gennaio 2005 ha avuto un figlio, León. La coppia si è separata nel 2007. Dal 2016 ha una relazione col food blogger Lorenzo Biagiarelli.

## Procedimenti giudiziari
- Nel maggio 2015, accusata di violazione della privacy di Mara Venier, Elisabetta Canalis e altri personaggi dello spettacolo, è stata rinviata a giudizio per accesso abusivo a sistema informatico, intercettazione illecita di comunicazioni e violazione di corrispondenza.[37] Il 30 gennaio 2017 il PM di Milano Grazia Colacicco ha chiesto la condanna a un anno di reclusione per tali fatti.[38] Il 17 giugno 2017 è stata pronunciata la sentenza da parte del giudice dell’XI sezione penale del Tribunale di Milano Stefano Corbetta, che ha assolto Selvaggia Lucarelli per tutti i reati contestati e, in un caso, ha riqualificato il reato in rivelazione del contenuto di corrispondenza ritenendo di "non doversi procedere per mancanza di querela".[39]
- Nel novembre 2016 viene condannata in primo grado per diffamazione, dopo che nel 2010 aveva dichiarato che la vincitrice di Miss Lazio 2010 Alessia Mancini fosse transessuale.[40] Lucarelli è stata condannata a pagare un’ammenda di 500 euro più risarcimento danni di altri 5.000 euro.[41]
- Nel novembre 2017 viene condannata in primo grado per diffamazione aggravata nei confronti di Barbara D'Urso,[42][43] per aver commentato l'ingresso della stessa D'Urso nello studio del programma Le invasioni barbariche condotte da Daria Bignardi con il seguente tweet: «L'applauso del pubblico delle Invasioni alla D'Urso ricordava più o meno quello alla bara di Priebke».[42] Il 4 luglio 2019 la Lucarelli viene assolta in appello in quanto "il fatto non costituisce reato".[44]
- Nell'aprile 2023 viene condannata in primo grado presso il tribunale civile di Fermo per avere diffamato la giornalista Sandra Amurri.[45]
- Nell'agosto 2024 viene condannata in primo grado presso il tribunale civile di Torino per avere diffamato lo psicologo Claudio Foti in un post su facebook.[46] Nel gennaio 2025 viene condannata dal tribunale civile di Torino per avere diffamato Claudio Foti anche in un altro articolo sul giornale Domani.[47][48] e nel maggio 2025 viene condannata per una serie di articoli ai danni dello psicologo Claudio Foti; assieme alla Lucarelli, sono stati condannati a un totale di 80.000 euro di risarcimento anche Marco Travaglio, Peter Gomez e la società editrice il Fatto Quotidiano.[49]

## Teatro
- Porci e bugiardi, regia di Antonio Giuliani (1998)
- Pensaci, Giacomino! di Luigi Pirandello (1998)
- 30 anni, regia di Max Giusti (1999)
- Come un pesce fuor d'acqua?, regia di Max Giusti e Selvaggia Lucarelli (2000)
- Il grande sfracello, regia di Selvaggia Lucarelli e Max Giusti (2000)
- La strana coppia di Neil Simon, con Anna Mazzamauro e Maria Paiato (2001)
- Lo scemo del villaggio globale, regia di Selvaggia Lucarelli e Max Giusti (2002)
- Se prima eravamo in due, regia di Gianluca Ansanelli, con Selvaggia Lucarelli e Gianluca Ansanelli (2007)

## Televisione
- L'isola dei famosi (Rai 2, 2003) opinionista
- Cominciamo bene Estate (Rai 3, 2004)
- La fattoria (Canale 5, 2006) concorrente
- The bachelor - L'uomo perfetto (SKY Vivo, 2007) giurata
- Scelgo te - Gay, etero o impegnato? (SKY Vivo, 2007)
- Pirati (Rai 2, 2008) inviata
- Pomeriggio Cinque (Canale 5, 2008-2011) opinionista
- X Factor - Il processo (Rai 2, 2009) opinionista
- Speciale Sex and the City (Sky Uno, 2010)
- Stanza Selvaggia (La3, 2011)
- Celebrity Now - Satira Selvaggia (Sky Uno, 2012-2013)
- Ballando con le stelle (Rai 1, 2014, dal 2016)[50]
  -  Sognando... Ballando con le stelle (Rai 1, 2025)
- Notti sul ghiaccio (Rai 1, 2015) giudice
- Eccezionale veramente (LA7, 2016-2017) giudice
- L'assedio (Nove, 2020) ospite fisso
- FarWest (Rai 3, 2024-2025) opinionista
- DopoFestival (Rai 1, 2025) ospite fisso

### Web TV
- OpinionLeader (Cercasi) (LOFT, 2017)
- Cartacanta - Il quiz (LOFT, 2020)
- L’ultima difesa (LOFT, 2021)

## Radio
- Dietro le quinte (Rai Radio 2, 2004)
- La mezzanotte di Radio2 (Rai Radio 2, 2004-2005)
- Senti chi sparla (Rai Radio 2, 2005)
- La fine del mondo (m2o, 2012-2014)
- Stanza Selvaggia (m2o, 2014-2016)
- Le mattine di Radio Capital (Radio Capital, dal 2020)

## Podcast
- Proprio a me, 1ª stagione, 6 episodi (2021)
- Proprio a me - Storie di famiglie sbagliate, 2ª stagione, 6 episodi, 2022
- Il sottosopra, 19 episodi (2022-2024)
- Vale tutto, (2024-in corso)
- Narciso, 5 episodi (2025)

## Filmografia

### Televisione
- Untraditional – serie TV, episodio 1x01 (2016)
- Maschi veri – serie TV, episodio 1x08 (2025)

### Doppiaggio
- Madge Nelson in Minions (2015)

## Opere
- Mantienimi. Aiutami a preservare la mia moralità, Milano, Mondadori, 2004, ISBN 88-04-52343-3.
- Che ci importa del mondo, Milano, Rizzoli, 2014, ISBN 978-88-17-07359-2.
- Dieci Piccoli Infami, Milano, Rizzoli, 2017, ISBN 9788817096973.
- Casi Umani. Uomini che servivano a dimenticare ma hanno peggiorato le cose, Rizzoli, 2018, ISBN 9788817101851.
- Falso in bilancia, Milano, Rizzoli, 2019, ISBN 9788817141086.
- Crepacuore. Storia di una dipendenza affettiva, Milano, Rizzoli, 2021, ISBN 9788817141475.
- Gli altri litigano per gelosia. Noi per gatti, fiori, foto e ristoranti, Milano, Cairo Editore, 2023, ISBN 8830902667.
- Il vaso di Pandoro. Ascesa e caduta dei Ferragnez, Roma, PaperFirst, 2024, ISBN 979-12-5543-048-3.